# Stefan Turnau
Stefan Turnau (ur. 17 listopada 1931 w Krakowie, zm. 18 stycznia 2025) – polski dydaktyk matematyki, doktor habilitowany. Był jedną z dwóch osób w Polsce mających habilitację z dydaktyki matematyki.

## Życiorys
Urodził się 17 listopada 1931 roku w Krakowie, w rodzinie inteligenckiej. Studiował matematykę na Uniwersytecie Jagiellońskim w latach 1950–1953 oraz 1956–1959. W roku 1967 obronił doktorat Rysunek i znak graficzny jako niewerbalne środki nauczania matematyki na Wydziale Matematyki i Fizyki Wyższej Szkoły Pedagogicznej w Katowicach (promotorem była prof. dr Anna Zofia Krygowska). W roku 1979 habilitował się na Uniwersytecie Wrocławskim (rozprawa habilitacyjna: Rola podręcznika w kształceniu pojęć i rozumowań matematycznych na poziomie pierwszej klasy ponadpoczątkowej). W roku 1991 został profesorem nadzwyczajnym Akademii Pedagogicznej (obecnie Uniwersytet Pedagogiczny im. Komisji Edukacji Narodowej w Krakowie).
Był promotorem ok. 100 licencjatów, ok. 260 magistrów i 7 doktorów. Autor ok. 300 publikacji. Recenzent 4 prac habilitacyjnych i 4 prac doktorskich.

## Przebieg pracy zawodowej[2][3]
- 1958–1995 – pracownik Uniwersytetu Pedagogicznego;
  - 1974–1995 – kierownik Zakładu Dydaktyki Matematyki;
  - 1990–1993 – dziekan Wydziału Matematyczno-Fizyczno-Technicznego
- 1995–2006 – pracownik Uniwersytetu Rzeszowskiego;
- okresowo:
  - 1953-1970 – nauczyciel matematyki i fizyki w szkołach średnich:
    - w XIII Liceum Ogólnokształcącym w Krakowie,
    - w Miechowie,
    - w Rzeszowie,
    - w Dąbrowicy.

  - 1980–1981 – Bedford School w Anglii
  - 1981–1983:
    - University of Georgia w Athens,
    - Liberal Arts College w Belmont w USA.
- W 2006 roku przeszedł na emeryturę.

## Odznaczenia i nagrody[3]
- Nagrody Ministra (1967, 1971, 1974, 1981, 1999),
- Złoty Krzyż Zasługi (1974),
- Medal Komisji Edukacji Narodowej (1981),
- Krzyż Kawalerski Orderu Odrodzenia Polski (1984).

## Życie prywatne
Był ojcem czterech synów, w tym piosenkarza i kompozytora Grzegorza Turnaua.